# オペレーションウルフ
『オペレーションウルフ』 (OPERATION WOLF) は、日本のタイトーが制作し、1987年11月に稼働されたアーケード用ガンシューティングゲーム。
1988年に北米および欧州にて各種ホビーパソコンに移植された他、1989年にはファミリーコンピュータ、PC/AT互換機に移植され、1990年にはFM TOWNS、PCエンジン、セガ・マスターシステムに移植された。アーケード版は後に欧州にてPlayStation 2およびXbox、Windows用ソフト『Taito Legends』（2005年）に収録された他、日本ではPlayStation 2用ソフト『タイトーメモリーズII 下巻』（2007年）に収録された。2008年には北米と欧州にてWii用ソフトとしてバーチャルコンソールにてNES版が配信された。
後に続編となるアーケードゲーム『オペレーションサンダーボルト』（1988年）が稼働され、以後『オペレーションウルフ3』（1994年）、『オペレーションタイガー』（1998年）とシリーズ化された。

## 概要
エレメカが廃れ、ビデオゲームが主流となって以降のアーケードゲームにおける「ガンシューティングゲーム」というジャンルを確立した作品であると同時に、1980年代後半から1990年代前半にかけて主流だった、いわゆる「マシンガンタイプ」のガンシューティングゲームのパイオニアである。ボタンを操作しての特殊攻撃という概念も本作から生まれたものである。売り上げの面でも、上述した斬新なゲーム性やテロリストの手から人質を救出するというわかりやすい舞台設定などから、国内のみならず海外でも大ヒットを記録している。
弾丸が無制限に使えるわけではなく、撃ってはいけない標的（人質）の存在もあるため、機関銃とはいえ「考え無しにぶっ放す」ことはできない。銃はフルオート射撃のみだが、トリガーストロークが長かったので慣れたプレイヤーはトリガーコントロールでセミオート射撃等を行い、弾薬の節約やボディアーマーを着た敵に対して頭部を狙撃するという芸当も可能であった。ちなみに、弾丸が尽きた場合は数秒後に1発だけ補充され、これを撃つと再び数秒後に1発だけ補充される。弾丸が尽きた状態でゲームオーバーになると、通常と異なり捕虜として捕らえられることになる。
本作の筐体には台上に銃が固定されたタイプがほとんどであったが、銃が分離していてケーブルで接続されているだけの筐体も一部で存在し、実銃さながらに腰だめで構えたり片手で振り回す射撃も可能であった。また、専用特殊筐体だけでなく同社の『NYキャプター』（1985年）や『バイオレントシューティング』（1986年）の筐体を流用したり改造したものも存在する。また、筐体を小児向けにコンパクトにした『ちびっこオペレーションウルフ』も存在する（ゲーム内容に関しては原典と同一で、表現規制もない。ショッピングセンター向けのため、出荷時の料金設定が50円1プレイと廉価になっている。続編のサンダーボルトもちびっこシリーズがリリースされた）。
ライトガン方式で検出するため、ゲーム中は検出用の画面を頻繁に表示することで激しく画面フラッシュが発生する。このため、ポケモンショックを経た現在、現役での稼働は非常に難しい。イーグレットツー ミニ版では、起動時に注意喚起のメッセージが表示される。

## ゲーム内容
一定数の敵兵、ヘリコプター、装甲車をやっつければステージクリアするという内容であるが、最終的には人質を救出することがゲームの目的である。本作には、画面正面にウージーを模したモデルガンを据え付けられた専用の特殊筐体が採用されており、そのトリガーを引くと画面内では弾丸がフルオートで発射されるほか、銃口左側にあるボタンを押すと、破壊力の高いロケット弾が発射される。ロケット弾は装甲車やヘリコプターを1発で撃破できる強力な武装である。どちらも弾数に制限があり、アイテムを取ることによって補給しながらゲームを進行する。敵の攻撃を受けるか非戦闘員を撃つことによりダメージが蓄積されていき、ダメージゲージが最大になったり、弾丸がなくなるとゲームオーバーになる（収容所や空港では、捕虜を全滅させてしまった場合もゲームオーバーとなる）。
ゲーム開始時は4ステージ（通信所、ジャングル、弾薬庫、部落）の中から自由に1つを選択してゲームを始めるが、早期に叩き潰しておくほうが有利な展開に働くステージもある。人質がある収容所はジャングルの向こうにあるという設定であるため、ジャングルステージをクリアすることで第5ステージ（収容所）、人質を救出して第5ステージをクリアすることにより第6ステージ（空港）が現れる。通信所ステージを攻略しなかった場合はステージが進むごとに敵の数が増えていったり、弾薬庫ステージや集落ステージを早めに攻略すると回復アイテムや弾薬が出現しやすくなるといった要素も含まれている。また、ステージ移動間で敵の待ち伏せに遭い、銃撃戦になることもある。空港ステージをクリアした時点で捕虜を1人以上脱出させることができていれば、1周クリアとなる。最低で3ステージクリアすれば良いが、基板の設定によっては決められた順番で全6ステージをクリアしなければならない。
ほとんどの家庭用プラットフォームでは1人プレイ専用だが、PCエンジン版はマルチタップとパッドを増設することで2人同時プレイが可能となり、それに伴って敵数などのバランスも調整される。また、ファミリーコンピュータ版は光線銃対応ソフトになっている。

## 設定

### ストーリー
南米チェリゴ国にクーデターが発生し、政府要人が政治犯として次々と捕らえられ、一夜にしてチェリゴに共和政権を誕生させた。チェリゴの新大統領は、親米派の前大統領エンリコとアメリカ大使館館員達を、多くの政治犯と共に収容所へと送りこみ、彼らが処刑されるのは時間の問題となっていた。これを重く見たアメリカ大統領は、捕らえられた大使館員の救出を国民に約束し、アメリカ正規軍の投入も検討された。しかし、イランの二の舞になるのだけは避けなければならず、「公的なアメリカの介入は避け、隠密に処理せよ」との大統領の命が下され、コードネーム「オオカミ作戦」（オペレーションウルフ）を発令。優秀な傭兵による人質救出作戦が開始された。そこでベトナム帰還後傭兵となり、アフリカでいくつもの戦火をくぐり抜けてきたプレイヤー（主人公）が選ばれ、ひとりパラシュートでチェリゴに降下潜入した。

### ステージ（シーン）
通信所敵の通信網を破壊することを目的とする戦略上重要なステージ。このステージをクリアしないと、他のステージ（戦場）の敵が5人ずつ増員されてしまう。
ジャングル捕虜がいる収容場へたどり着くためのステージ。
弾薬庫このステージをクリアすると、弾薬とロケット弾が増える。
部落敵兵に混じって現地住民が往来するステージ。現地住民に弾を当ててしまうとプレイヤーがダメージを受けてしまうが、ステージをクリアするとダメージメーターが20目盛り分回復する。
収容所人質を救出するステージ。兵舎などから人質が出てくるが撃たないようにし、人質を追いかける兵士を撃って倒す。人質を画面端まで歩かせれば助けたことになり、人質を全員殺してしまった場合はゲームオーバーとなる。
空港収容所攻略後に進める最終ステージ。救出した人質が飛行機に乗るのを援護することが任務となる。
アクシデントシーンステージ選択直後（移動中という設定）に敵に発見されるというアクシデントを再現したシーンで、ランダムに出現するものであるが、これをクリアしないと選択した次のステージに進むことができない。

### アイテム
敵が攻撃を仕掛けてくる前にマシンガンを撃って敵を倒さないとプレイヤーが撃たれてしまうため、プレイヤーは常にマシンガンの弾を補給しながら戦わないと勝算がない。ゲーム画面に出現したマシンガン（アイテム）を撃つことで、30発の弾丸が得られる。このほか、ロケット弾やダメージを5目盛り回復するパワードリンクで補給を行う。これらアイテムは、コンドル、ヤシの実、ニワトリを撃っても出現することがあるが出現確率は高くない。

## 移植版
| タイトル                                        | 発売日                     | 対応機種                                                | 開発元             | 発売元         | メディア                                      | 型式           | 備考 |
| ----------------------------------------------- | -------------------------- | ------------------------------------------------------- | ------------------ | -------------- | --------------------------------------------- | -------------- | --- |
| Operation Wolf                                  | 1988年                     | Amiga Amstrad CPC Atari ST コモドール64 MSX ZX Spectrum | Ocean Software     | Ocean Software | フロッピーディスク カセットテープ             | -              | |
| オペレーションウルフ                            | 1989年3月31日 1989年5月    | ファミリーコンピュータ                                  | タイトー           | タイトー       | 2メガビットロムカセット                       | -              | |
| Operation Wolf                                  | 1989年8月                  | PC/AT互換機                                             | Banana Development | タイトー       | フロッピーディスク                            | -              | |
| オペレーションウルフ                            | 1990年4月1日               | FM TOWNS                                                | ビング             | ビング         | CD-ROM                                        | -              | |
| オペレーションウルフ                            | 1990年8月31日              | PCエンジン                                              | NECアベニュー      | NECアベニュー  | 4メガビットHuCARD                             | NAPH-1010      | |
| Operation Wolf                                  | 1990年                     | セガ・マスターシステム                                  | タイトー           | セガ           | ロムカセット                                  | 7039           | |
| Taito Legends                                   | 2005年10月14日             | PlayStation 2 Xbox Windows                              | タイトー           | タイトー       | DVD-ROM                                       | PS2:SLES-53438 | |
| タイトーメモリーズII 下巻                       | 2007年3月29日              | PlayStation 2                                           | タイトー           | タイトー       | DVD-ROM                                       | SLPM-66713     | アーケード版の移植 |
| Operation Wolf                                  | 2008年2月4日 2008年3月14日 | Wii                                                     |                    | タイトー       | ダウンロード （バーチャルコンソール）         | -              | NES版の移植 |
| イーグレットツー ミニ アーケードメモリーズVol.2 | 2023年12月21日             | イーグレットツー ミニ                                   | 瑞起 ※本体の開発元 | タイトー       | SDカード                                      | -              | アーケード版の移植 追加SDカードに入っている10作品の1つとして収録。                                                      |
| オペレーション・ ナイトストライカーズ           | INT 2025年8月7日           | Nintendo Switch Windows                                 | エムツー           | タイトー       | ダウンロード （ニンテンドーeショップ、Steam） | 3099790        | アーケード、FC、NESとSMS版の移植 『ナイトストライカー』『オペレーションサンダーボルト』と『スペースガン』のカップリング |

## 評価
アーケード版
- ゲーム誌『ゲーメスト』の企画「第2回ゲーメスト大賞」（1988年度）で、読者投票により年間ヒットゲーム16位を獲得している[23]。

- 1998年にそれまで発売されていたアーケードゲーム全てを対象に行われたゲーメスト読者の人気投票によるゲーメストムック『ザ・ベストゲーム2』では、『名作・秀作・天才的タイトル』と認定された「ザ・ベストゲーム」に選定され、同書ではガンシューティングがビデオゲーム誕生以前より存在する歴史あるものという前置きをした上で、「それをビデオゲームに応用させてジャンルを切り開いた作品となったのがこの『オペレーションウルフ』である」と本作が同ジャンルの元祖である事を指摘した[24]。また本作のトリガーによって銃弾が発射される事やボムが使用できるシステムが、後の同ジャンルのゲームでもほぼ変更されない事から、「すでに完成の域に達していたことがいえるだろう」と完成度の高さを称賛した[24]。さらにフィールドに出現する民間人は狙撃してはいけないルールや標的を撃つ事で銃弾が補充される点などにおいても完成度の高さを指摘している[24]。その他、演出に関して肯定的に評価した上で「メーカーの個性が出ていた」と総括した[24]。

ファミリーコンピュータ版
ゲーム誌『ファミコン通信』の「クロスレビュー」ではの合計22点、『ファミリーコンピュータMagazine』の読者投票による「ゲーム通信簿」での評価は以下の通り18.10点（満30点）となっている。
| 項目 | キャラクタ | 音楽 | 操作性 | 熱中度 | お買得度 | オリジナリティ | 総合  |
| 得点 | 3.06       | 2.86 | 2.89   | 3.20   | 2.82     | 3.27           | 18.10 |

PCエンジン版
ゲーム誌『ファミコン通信』の「クロスレビュー」では合計24点、『月刊PCエンジン』では75・90・75・85・75の平均80点、『マル勝PCエンジン』では6・7・8・6の合計27点（満40点）、『PC Engine FAN』の読者投票による「ゲーム通信簿」での評価は以下の通り20.42（満30点）点となっている。また、この得点はPCエンジン全ソフトの中で306位（485本中、1993年時点）となっている。
| 項目 | キャラクタ | 音楽 | 操作性 | 熱中度 | お買得度 | オリジナリティ | 総合  |
| 得点 | 3.64       | 3.24 | 3.33   | 3.61   | 3.04     | 3.58           | 20.42 |

## 続編
- オペレーションサンダーボルト（1988年）
- オペレーションウルフ3（1994年）
- オペレーションタイガー（1998年）